# Henry Tandey
Henry Tandey, nato Tandy (Leamington Spa, 30 agosto 1891 – Coventry, 20 dicembre 1977), è stato un militare britannico, reduce della prima guerra mondiale e uno dei soldati più decorati nel corso della guerra. Tandey era anche noto per aver risparmiato la vita al ferito Adolf Hitler, all'epoca caporale dell'esercito bavarese, nel corso della battaglia di Cambrai-San Quintino del 28 settembre 1918. Sulla veridicità di questo specifico evento sussistono, però, molti e sostanziali dubbi.

## Biografia
Henry Tandey nacque a Leamington Spa il 30 agosto 1891, figlio di James Tandey, uno scalpellino ex-soldato. Prima di arruolarsi, frequentò la locale St Peter's School e trascorse gran parte della sua giovinezza in un orfanotrofio, dopodiché si dedicò a lavorare come assistente di caldaia in un albergo.

### Arruolamento nell'esercito e prima guerra mondiale
Il volontario nell'Esercito Britannico e il 23 gennaio 1911, dopo l'addestramento di base di 5 mesi, fu assegnato nel 2º Battaglione dei Green Howards, servendo di guarnigione a Guernsey e in Sudafrica. Nell'ottobre 1914, quando l'Impero britannico entrò nella prima guerra mondiale, Tandey prese parte nella prima battaglia di Ypres e il 24 ottobre 1916 fu ferito a una gamba durante la battaglia della Somme. Il 5 maggio 1917, dopo essere stato dimesso dall'ospedale militare, fu assegnato al 3º Battaglione, dopodiché venne trasferito al 9º Battaglione l'11 giugno 1917.
Il 27 novembre 1917, durante la battaglia di Passchendaele, fu ferito una seconda volta e il 23 gennaio 1918, dopo due mesi di cura in Inghilterra, tornò al 3º Battaglione prima di essere assegnato al 12º Battaglione il 15 marzo 1918. Il 26 luglio 1918 fu arruolato nel Reggimento Duca di Wellington e il giorno dopo venne assegnato al 5º Battaglione.
Il 28 luglio 1918, durante la seconda battaglia di Cambrai, Tandey fu responsabile dei bombardamenti contro le trincee tedesche impegnati sulle linee a ovest di Canal du Nord. Quel giorno, durante un assalto, Tandey prese due suoi commilitoni, si precipitò sotto il fuoco nemico e bombardò una trincea, catturando nel frattempo più di 20 prigionieri nemici. Il 12 settembre, il 5º Battaglione fu coinvolto in un combattimento nel villaggio di Havrincourt e in quell'occasione Tandey, avendo soccorso diversi feriti sotto il fuoco nemico il giorno precedente, condusse un nuovo attacco bombardando alcune trincee tedesche, facendo molti prigionieri nemici.
Il 28 settembre, nel corso della battaglia di Cambrai-San Quintino, il ventisettenne Tandey impegnò un attacco a sorpresa contro una postazione tedesca nel villaggio di Marcoing quando il suo plotone fu bloccato dal fuoco di una mitragliatrice nemica. Strisciò in avanti sotto il fuoco nemico, trovò la postazione e la abbatté con il supporto di una squadra armata di mitragliatrice leggera Lewis. Dopodiché organizzò una difesa di un canale controllato dai tedeschi, per consentire ai suoi commilitoni la traversata del ponte. Quella stessa sera, durante un altro assalto, Tandey e altri otto compagni furono circondati da numerosi soldati tedeschi, ma Henry, nonostante fosse gravemente ferito una terza volta, guidò una carica alla baionetta contro il nemico e rifiutò di lasciare la posizione fino alla fine dell'attacco.
Essendosi distinto per il combattimento, fu decorato con la Distinguished Conduct Medal il 5 dicembre 1918 e quindi con la Victoria Cross il 14 dicembre.

### Anni post bellici e morte
Il 13 marzo 1919 il The London Gazette pubblicò un articolo secondo cui Tandey era stato decorato con la Military Medal per l'azione a Havrincourt e quest'ultimo fu dimesso dal servizio attivo. Dopodiché si è ri-arruolato nel 3º Battaglione del Reggimento Duca di Wellington il giorno successivo e il 18 marzo fu promosso caporale. Il 17 dicembre fu decorato dal re Giorgio V a Buckingham Palace.
Prestò servizio con il 3º Battaglione fino al 4 febbraio 1921, quando fu assegnato al 2º Battaglione. Quattro giorni più tardi propose di tornare con il grado di soldato semplice. Servì con il 2º Battaglione a Gibilterra dall'11 aprile 1922 al 18 febbraio 1923, in Turchia dal 19 febbraio al 23 agosto 1923 e infine in Egitto dal 24 agosto 1923 fino al 29 settembre 1925. Si congedò dall'esercito il 5 gennaio 1926 con il grado di sergente.
Dopo il congedo, Tandey si trasferì a Coventry e si dedicò al mestiere di guardia della sicurezza presso una fabbrica appartenente alla compagnia automobilistica Triumph Motor Company, dopodiché si sposò due volte e non ebbe figli. Morì per cause naturali il 20 dicembre 1977 all'età di 86 anni. Secondo le sue ultime volontà il suo corpo fu cremato e le sue ceneri furono disperse presso il cimitero militare di Marcoing il 23 maggio 1978, lo stesso luogo della battaglia di Cambrai-San Quintino.

### Incontro con Adolf Hitler
Il 10 dicembre 1940, dopo un raid aereo della Luftwaffe su Coventry durante la seconda guerra mondiale, Tandey raccontò, in un'intervista pubblicata sul Sunday Graphic, un fatto di cronaca secondo cui sostenne di avere incontrato il futuro dittatore nazista Adolf Hitler nel giorno della battaglia di Marcoing. Hitler, gravemente ferito da una scheggia in una trincea del locale villaggio francese, ebbe infatti un incontro ravvicinato con Tandey, il quale, vedendolo incapace di difendersi, decise di risparmiargli la vita dopo avergli puntato il fucile; Hitler fece un cenno di ringraziamento prima di lasciare andare Tandey. Sulla veridicità di questo evento sussistono molti dubbi e, anzi, successive verifiche documentali sembrano dimostrarne la falsità.
Inoltre, nel 1938, durante la conferenza di Monaco, Tandey ricevette i saluti di Hitler da parte del Primo ministro britannico Arthur Chamberlain. Quest'ultimo, nel corso dell'incontro con il dittatore nel Berghof, aveva anche notato un dipinto (inizialmente conservato e commissionato nel 1923 dai Green Howards nel Richmond Museum) del pittore Fortunino Matania, raffigurante un soldato britannico mentre trasporta un commilitone ferito nel corso della prima battaglia di Ypres dell'ottobre 1914, al che Hitler rispose al primo ministro che il soldato raffigurato era proprio Tandey.
A quanto pare il Führer aveva visto nel 1918 un articolo di giornale sulla decorazione di Tandey e aveva conservato il ritaglio dopo averlo riconosciuto come colui che gli aveva risparmiato la vita. Tuttavia, quando Hitler prese il potere in Germania nel 1933, questi diede degli ordini ai suoi ufficiali di condurre un'indagine sulle operazioni militari dell'Esercito Britannico nella prima guerra mondiale. Nel 1936 uno dei membri dello staff investigativo, il dottor Otto Schwend, chiese ai Green Howards di fargli pervenire la riproduzione del quadro e il comandante del reggimento, il tenente colonnello Earle, accolse la richiesta, dopodiché la riproduzione del dipinto di Matania venne recapitata proprio nelle mani del Führer, che lo fece appendere nel suo omonimo rifugio alpino bavarese di Berchtesgaden.

Nel corso dell'intervista, l'ex-soldato britannico, dopo che la sua città fu decimata dai bombardamenti, confermò il gesto con queste parole: 
 Ha tuttavia ammesso che durante la Grande Guerra non aveva mai sparato a un soldato tedesco ferito, disarmato o in fuga, ma aveva fatto di tutto per uccidere un nemico in battaglia per legittima difesa.

## Nei media
La vicenda è stata documentata in un cortometraggio del 2002 dal titolo Rosso fango, scritto e diretto da Paolo Ameli.

## Decorazioni
- Victoria Cross - 14 dicembre 1918
- Distinguished Conduct Medal - 5 dicembre 1918
- Military Medal - 13 marzo 1919
- Mentioned in Despatches (5)